# Äldst till tjänsteåren
"Äldst till tjänsteåren" är en term inom kanslisvenskan för den som har innehaft ett ämbete längst, och om flera har innehaft ämbetet lika länge, den av dem som är äldst. I mindre formella sammanhang används också begreppet senioritet med samma betydelse. Det kan också jämföras med begreppet anciennitet.
Denna regel gäller till exempel för vem som ska vara vice statsminister (formellt i lagtext kallat ställföreträdande statsminister), om statsministern inte redan har utsett någon sådan bland statsråden. Regeln gäller även för vem bland riksdagsledamöterna, som skall vara riksdagens ålderspresident när någon talman ännu ej har utsetts, eller när talmannen och alla tre vice talmännen är förhindrade att utöva sina uppdrag.
I vissa föreningssammanhang används en motsvarande princip för att avgöra vem som skall vara sammankallande eller vem som skall öppna årsmötet innan en årsmötesordförande har valts.
Ålderspresident är en vanlig titel för den som är äldst till tjänsteåren och till följd av just detta har vissa ansvarsuppgifter. Den som är ålderspresident i den diplomatiska kåren i ett land brukar också kallas doyen. I vissa sammanhang används titeln ålderman.
Den som är ålderspresident i Sveriges riksdag har vissa särskilda uppgifter att utföra precis i början av ett riksmöte när det just har varit riksdagsval, uppgifter som sedan utförs av talmannen, när en sådan har blivit vald. I Finlands riksdag används titeln ålderstalman för samma uppdrag.
Anciennitet är ett begrepp, som anger en persons erfarenhet. Anciennitet används primärt inom arbetsmarknaden, där begreppet bland annat refererar till hur länge en löntagare har varit anställd. En person som har varit anställd i 10 år, har således 10 års anciennitet på sin arbetsplats.
Anciennitet är först och främst relevant i förhållande till lön, på grund av att många lönesystem, bland annat det inom den offentliga sektorn, bygger på den anställdes anciennitet. Ju högre anciennitet, desto högre lön hamnar den anställde på i en lönetrappa.

## Andra användningsområden
Begreppet är också känt från den allmänna bostadssektorn, där ancienniteten är ett uttryck för hur länge man varit medlem i en bostadsförening. När det gäller försäkringar beskriver anciennitet till exempel antalet år, som en bilist har kört som registrerad ägare av sin egen bil.